# Ioannis Nyfandopoulos
Ioannis „Giannis“ Nyfandopoulos (griechisch Ιωάννης „Γιάννης“ Νυφαντόπουλος, auch Giannis bzw. Jannis Nyfandopoulos; englisch Ioannis Nyfantopoulos; * 1. November 1990 in Preveza) ist ein griechischer Leichtathlet, der sich auf den Sprint spezialisiert hat.

## Sportliche Laufbahn
Erste internationale Erfahrungen sammelte Ioannis Nyfandopoulos im Jahr 2014, als er bei den Balkan-Meisterschaften in Pitești im 100-Meter-Lauf in 10,60 s den vierten Platz im B-Lauf belegte und über 200 Meter in 22,32 s den C-Lauf gewann. Zudem gewann er mit der griechischen 4-mal-100-Meter-Staffel in 42,28 s die Bronzemedaille. Im Jahr darauf gewann er bei den Balkan-Meisterschaften ebendort in 10,46 s die Bronzemedaille über 100 Meter und gewann mit der Staffel in 40,29 s erneut Bronze. 2017 gewann er bei den Balkan-Meisterschaften in Novi Pazar mit windunterstützenden 10,22 s die Silbermedaille und im Jahr darauf siegte er bei den Balkan-Meisterschaften in Stara Sagora in 10,36 s und gewann im Staffelbewerb in 39,81 s die Silbermedaille. Zuvor wurde er bei den Mittelmeerspielen in Tarragona im Finale über 100 Meter disqualifiziert und belegte mit der Staffel in 39,72 s den fünften Platz. Anfang August schied er bei den Europameisterschaften in Berlin mit 10,44 s in der ersten Runde über 100 Meter aus und auch mit der Staffel kam er mit 39,49 s nicht über den Vorlauf hinaus. 2019 wurde er bei den Balkan-Hallenmeisterschaften in Istanbul in der Vorrunde über 60 Meter disqualifiziert und anschließend erreichte er bei den Europaspielen in Minsk nach 10,54 s Rang 13 über 100 Meter. 2021 startete er dann im 60-Meter-Lauf bei den Halleneuropameisterschaften in Toruń, schied dort aber mit 6,74 s in der ersten Runde aus. Ende Juni gewann er bei den Balkan-Meisterschaften in Smederevo in 10,53 s die Silbermedaille über 100 m und auch mit der Staffel sicherte er sich nach 40,04 s die Silbermedaille. Im Jahr darauf gewann er bei den Balkan-Meisterschaften in Craiova in 10,37 s die Silbermedaille hinter dem Türken Kayhan Özer und anschließend sicherte er sich bei den Mittelmeerspielen in Oran in 10,28 s die Bronzemedaille hinter den Türken Jak Ali Harvey und Ramil Guliyev. Zudem belegte er dort in 39,10 s den vierten Platz im Staffelbewerb. Anschließend verpasste er bei den Europameisterschaften in München mit 39,11 s den Finaleinzug mit der Staffel.
2023 schied er bei den Halleneuropameisterschaften in Istanbul mit 6,71 s im Halbfinale über 60 Meter aus. Im Juni wurde er bei der 1. Liga der Team-Europameisterschaft im Rahmen der Europaspiele in Chorzów in 10,30 s Erster im B-Lauf über 100 Meter und gelangte mit der 4-mal-100-Meter-Staffel mit 39,34 s auf den vierten Platz im B-Lauf. Anschließend gewann er bei den Balkan-Meisterschaften in Kraljevo in 10,44 s die Bronzemedaille hinter dem Österreicher Markus Fuchs und Andrij Wassyljew aus der Ukraine und sicherte sich mit der Staffel in 39,52 s die Silbermedaille hinter dem türkischen Team. Im Jahr darauf belegte er bei den Balkan-Hallenmeisterschaften in Istanbul in 6,74 s den sechsten Platz über 60 Meter und kurz darauf schied er bei den Hallenweltmeisterschaften in Glasgow mit 6,74 s im Vorlauf aus. Im Juni schied er bei den Europameisterschaften in Rom mit 10,40 s in der Vorrunde über 100 Meter aus und belegte mit der Staffel in 39,39 s den siebten Platz.
In den Jahren von 2018 bis 2023 wurde Nyfandopoulos griechischer Meister im 100-Meter-Lauf sowie 2023 auch in der 4-mal-100-Meter-Staffel.

## Persönliche Bestleistungen
- 100 Meter: 10,28 s (+0,9 m/s), 30. Juni 2022 in Oran
  - 60 Meter (Halle): 6,68 s, 3. Februar 2024 in Gent
- 200 Meter: 21,19 s (+0,2 m/s), 13. Mai 2018 in Iraklio